# Különös ember
A Különös ember Zalka Miklós 1960-as regénye. Először a Magvető Könyvkiadónál jelent meg Zsoldos Vera illusztrációival.

## Cselekménye
|  | Alább a cselekmény részletei következnek! |

A könyv cselekménye az 1956-os forradalom idején játszódik. A könyv egyik főszereplője Burai Mátyás, egy volt csekista, ávós, akit elkapnak a forradalom alatt. Burai már öreg, de szilárdan hisz a kommunizmusban, szerinte a demokráciával Magyarország csak a halálába rohan.
Az öreget Wiltschek Egon hallgatja ki, aki felköti Burait egy kötélre a csuklójánál fogva, és megpróbálja megtudni a szovjet kémek és besúgó nevét. A kihallgatóról később kiderül, hogy a felkelőket csőcseléknek, csupán izgatott fiataloknak tartja, akik a szovjet intervencióra megbuknak, ő külföldön akarja pénzzé tenni a kommunista kémek listáját.
A későbbiekben az öreg Burai mellé kerül egy csoport ávósnak titulált egyén is, akik sorban elmesélik történetüket. Van, akit a sárga cipője miatt hoztak be, mást azért, mert sikeresen üzletelt és ezzel 20000 Ft-ot keresett, mire a szomszédja feljelentette, hogy besúgásért kapta a sok pénzt. A fogvatartottakat kikérdezik, majd később mindenkit kivégeznek az udvaron.
Megérkezik Burai fia is, aki könyörög apjának, hogy valljon. Mivel az öreg hajthatatlan, a fiú beáll az ellenállók közé a szovjetek ellen harcolni. A felkelők azonban nem bíznak a fiúban, mindvégig fegyvert tartanak rá.
A szovjet intervenció bekövetkezik, a tankok beözönlenek Budapestre. Eközben Wiltschek már szöges ostornyéllel veri dühében az öreg Burait, s szinte cafatokra tépi a testét amiért nem vall, és elveszi a kihallgatótól egy jobb élet reményét Nyugaton.
A történet végén a fiatal Burai visszaszökik apjáért, aki már halott, és a fiú ekkor jön rá, hogy ha az apja mellett találják, akkor azt fogják hinni, ő ölte meg az öreget. Lemenekül a pincébe és ott találja Wiltscheket, aki leveteti a fiúval a véres ruhákat és elégeti.
A könyv végén a fiú és apjának gyilkosa együtt várja a szovjet megszállókat, tudván, hogy velük nem tehetnek semmit, míg az öreg megkínzott teteme oda-vissza imbolyog a falba vert kampón.
|  | Itt a vége a cselekmény részletezésének! |